# Elabra parallela
Elabra parallela är en insektsart som först beskrevs av Henry Fairfield Osborn 1928.  Elabra parallela ingår i släktet Elabra och familjen dvärgstritar. Inga underarter finns listade i Catalogue of Life.